# Przejście graniczne Kołbaskowo-Pomellen
Przejście graniczne Kołbaskowo-Pomellen – istniejące w latach 1962–2007 polsko-niemieckie drogowe przejście graniczne, położone w województwie zachodniopomorskim, w powiecie polickim, w gminie Kołbaskowo, w miejscowości Kołbaskowo.

## Opis
Przejście graniczne Kołbaskowo-Pomellen z miejscem odprawy granicznej po stronie niemieckiej w miejscowości Pomellen czynne było przez całą dobę. Dopuszczone było przekraczanie granicy dla ruchu osobowego, towarowego i małego ruchu granicznego. Kontrolę graniczną osób, towarów i środków transportu wykonywała kolejno: Graniczna Placówka Kontrolna Straży Granicznej w Kołbaskowie, Placówka Straży Granicznej w Kołbaskowie.
Było jednym z największych drogowych przejść granicznych położonych wzdłuż zachodniej granicy Polski z Niemcami. Od 1 maja 2004 wraz z usytuowanym na nim Oddziałem Celnym było jedną z wewnętrznych placówek celnych Unii Europejskiej.
21 grudnia 2007 zostało zlikwidowane na mocy układu z Schengen.

### Lokalizacja
Przejście umiejscowione było na drodze europejskiej E28 (po stronie polskiej: autostrada A6, po niemieckiej A11), prowadzącej wprost do obwodnicy Berlina (Berliner Ring).

### Urbanistyka
W 1972, przejście graniczne Kołbaskowo-Pomellen stało się miejscem wspólnych odpraw granicznych między Polską i Niemcami. Pawilony odprawowe zostały przeniesione na stronę niemiecką. W 1981 nastąpiła pierwsza poważna przebudowa przejścia drogowego w Kołbaskowie przez władze niemieckie we współpracy ze stroną polską. Wynikało to z umów międzynarodowych, że każda ze stron odpowiada za przejście usytuowane na swojej stronie. W 1991 rozpoczęto kolejny etap modernizacji i rozbudowy przejścia, który zakończono 4 czerwca 1996. Przejście graniczne w nowym układzie urbanistycznym rozlokowane było na obszarze 34 ha i wzniesionych zostało około 30 budynków różnej konstrukcji. Składało się z dwóch bliźniaczych części: północnej (wywóz z terytorium Polski) i południowej (przywóz na terytorium Polski). Wszystkie obiekty w części północnej miały swoje odpowiedniki w części południowej. W części północnej usytuowana była płyta postojowa dla samochodów ciężarowych mogąca pomieścić 148 pojazdów. Podobna płyta, znajdująca się w części południowej mieściła 187 pojazdów. Na przejściu znajdowały się ponadto kantyny, siedziby agencji celnych, kantory wymiany walut, WC, a także publiczne automaty telefoniczne, zarówno polskie, jak i niemieckie. Obsługiwane było przez około 700 osób z poszczególnych służb granicznych: Straż Graniczna, BGS, Urząd Celny Polski i Niemiec oraz agencje i spedycje.

### Dane statystyczne
W 1996 w ciągu doby granicę przekraczało od około 10000 do 15000 osób, 4000 do 5000 pojazdów, oraz od 1600 do 2000 pojazdów ciężarowych. W okresie letnim ilość odprawianych osób i samochodów wzrastała o 70%. Zatrzymano 1021 osób za przestępstwa graniczne i inne, ujawniono przemyt wartości około 4.189.568 PLN.
W 1997 ujawniono przemyt o wartości 5.195.498 PLN i zatrzymano 554 osoby, mimo że w okresie od 05.06.1996 do 28.10.1997 z powodu modernizacji autostrady prowadzącej do przejścia granicznego, zamknięty był ruch osobowy na wyjazd z Polski. Ujawniono przemyt przez granicę środków psychotropowych i odurzających o wartości około 30.032 PLN.

### Przejście graniczne z NRD
W okresie istnienia Niemieckiej Republiki Demokratycznej funkcjonowało w tym miejscu polsko-niemieckie przejście graniczne Kołbaskowo – drogowe. Zostało utworzone 9 maja 1962 i czynne było codziennie przez całą dobę. Dopuszczone było przekraczanie granicy dla ruchu: osobowego i towarowego. Kontrolę graniczną osób, towarów i środków transportu wykonywała Graniczna Placówka Kontrolna Kołbaskowo.

## Galeria

Przejście graniczne Kołbaskowo z NRD
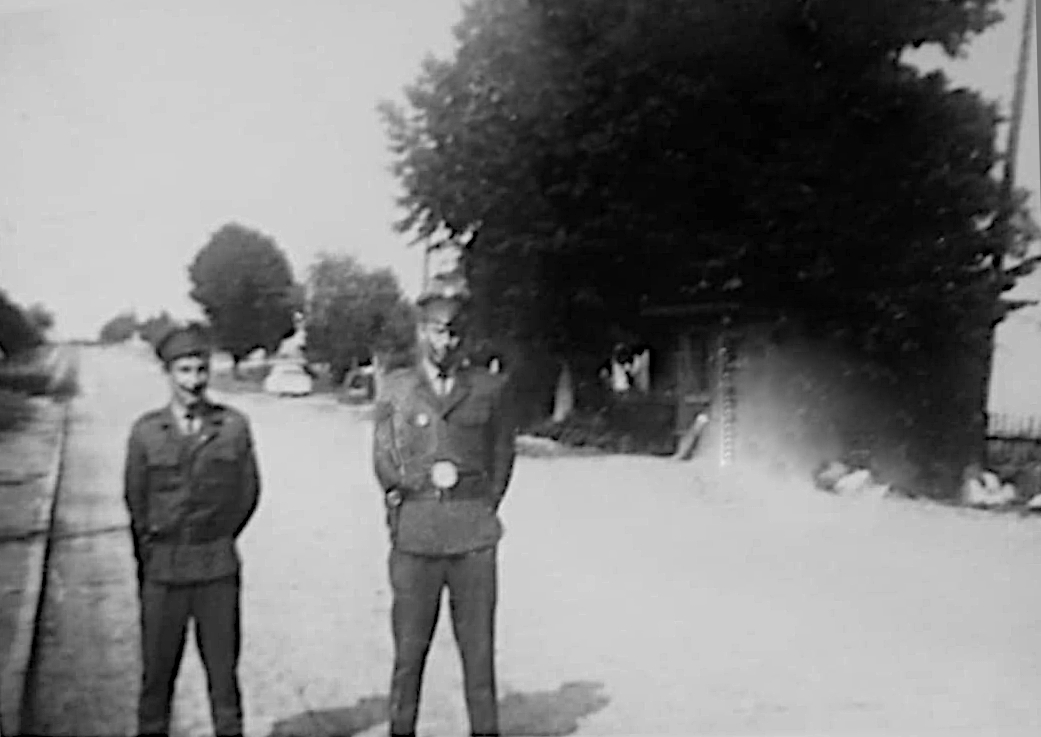
(1967)
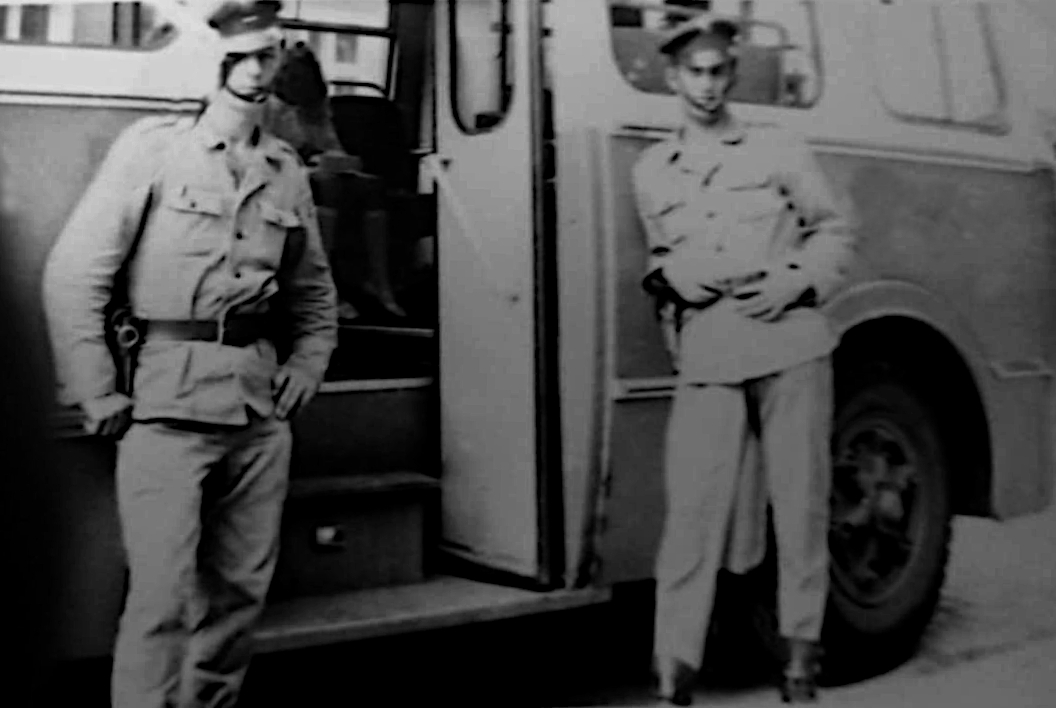
(1967)
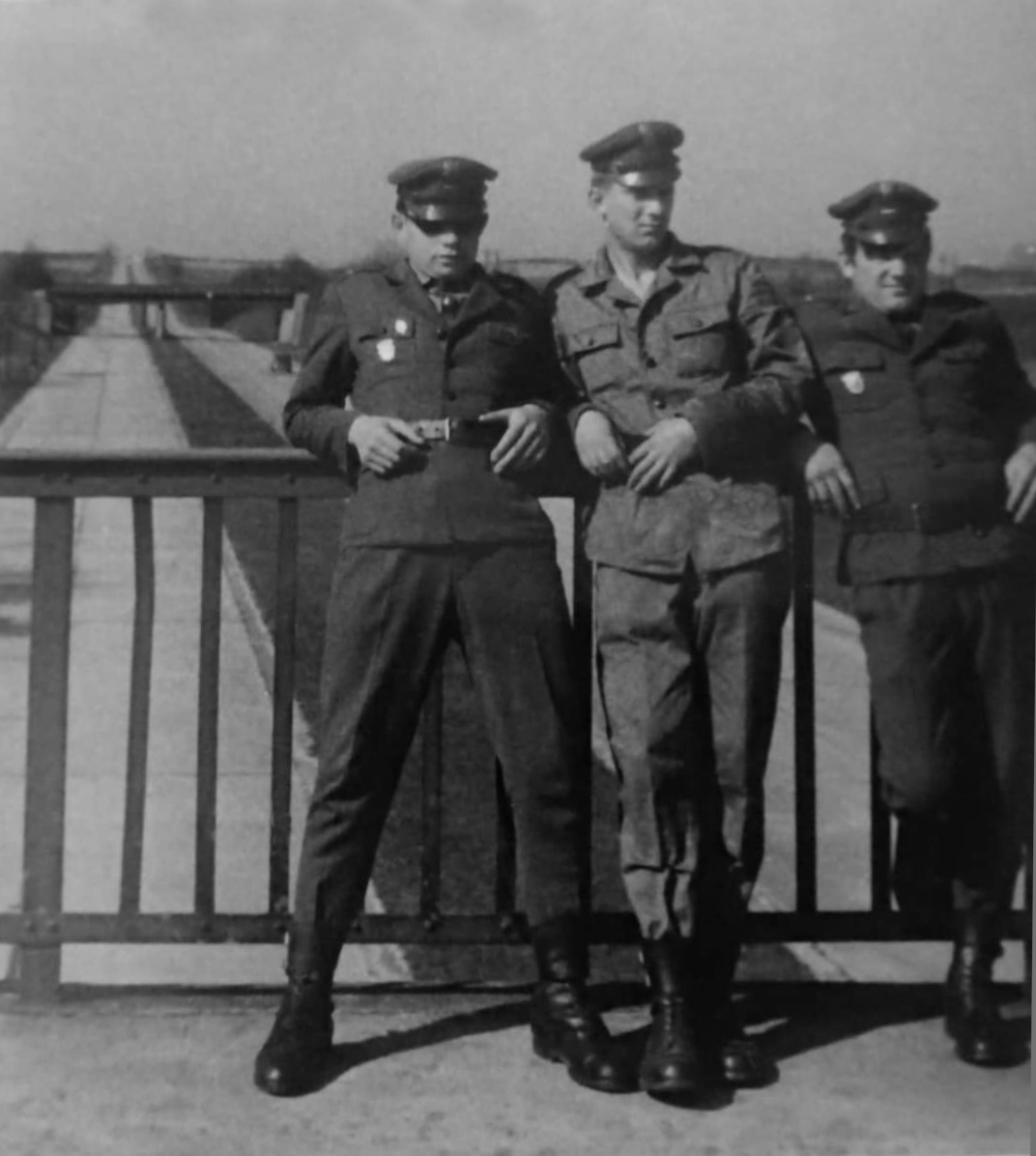
(1967)